# Strawberry moon (IUの曲)
『strawberry moon』(ストロベリームーン)は、韓国の歌手IUの楽曲である。2021年10月19日にデジタルシングルとして発売された。

## 概要
同曲は2021年3月に発売した5枚目のフルアルバム「LILAC」以来、7ヶ月ぶりに公開した楽曲である。IUが単独作詞した楽曲であるが、はじめはアコースティック・ギターベースのシンプルなイージーリスニングトラックであったが、デビューした頃から息を合わせてきた作曲家のイ・ジョンフンと共同作曲を行ったことで清涼なピアノテーマとクールなDブリッジが加わり、ピアノ旋律中心のポップ・ロック曲となった。IUは同曲について「聴いた時に、悩みが増えたり、少しも悲しくならない曲を作りたいと思いました。本当に気楽に聴き流してほしいです」と話している。
音楽番組では、出演することなくMBC「ショー!音楽の中心」、SBS「人気歌謡」で1位を計8回獲得した。

また、2021年12月4日に開催された「Melon Music Awards 2021」では、8人組バンドバージョンで構成された同曲のステージを初披露した。
| #         | タイトル            | 作詞      | 作曲               | 編曲                         | 時間 |
| --------- | ------------------- | --------- | ------------------ | ---------------------------- | ---- |
| 1.        | 「strawberry moon」 | IU        | IU、イ・ジョンフン | イ・ジョンフン、イ・チェギュ | 3:25 |
| 合計時間: | 合計時間:           | 合計時間: | 合計時間:          | 合計時間:                    | 3:25 |

## クレジット
- Drums：イ・チェギュ

- Bass：チェ・インソン

- Piano：ホン・スジン
- Guitar：チョン・ソクフン
- Synth：イ・ジョンフン
- Chorus：IU
- Recorded by ソン・ミョンガプ @Kakao Entertainment
- Engineered for MIX カン・ソニョン
- Mixed by ク・ジョンピル @KLANG STUDIO
- Mastered by クォン・ナム @821 Sound Mastering
- M/V directed by FLIPEVIL